# Miconia centrodesma
Miconia centrodesma är en tvåhjärtbladig växtart som beskrevs av Charles Victor Naudin. Miconia centrodesma ingår i släktet Miconia och familjen Melastomataceae. Inga underarter finns listade i Catalogue of Life.